# Egesina
Egesina – rodzaj chrząszczy z rodziny kózkowatych i podrodziny zgrzypikowych. 

## Zasięg występowania
Przedstawiciele tego rodzaju występują na  Subkontynencie indyjskim, w Azji Południowo-Wschodniej, Chinach, na Tajwanie i w Japonii.

## Systematyka
Do Egesina należą 73 gatunki i 5 podrodzajów:

- Podrodzaj: Callegesina Breuning, 1943
  - Egesina anfracta
  - Egesina sarawakensis
  - Egesina vitticollis
- Podrodzaj: Callienispia Fisher 1925
  - Egesina anterufipennis
  - Egesina cruciata
  - Egesina elegans
  - Egesina javana
  - Egesina minuta
  - Egesina monticola
  - Egesina mystica
  - Egesina pascoei
- Podrodzaj: Cuphisia Pascoe, 1866
  - Egesina callosa
  - Egesina cleroides
  - Egesina digitata
  - Egesina guerryi
  - Egesina mjobergi
  - Egesina salicivora
  - Egesina subfasciata
  - Egesina tarsata
- Podordzaj: Egesina Pascoe, 1864
  - Egesina albofasciata
  - Egesina albolineata
  - Egesina albomaculata
  - Egesina amoenula
  - Egesina anterufulipennis
  - Egesina aspersa
  - Egesina bakeri
  - Egesina basirufa
  - Egesina bhutanensis
  - Egesina ceylonensis
  - Egesina cylindrica
  - Egesina davaoana
  - Egesina diffusa
  - Egesina fisheri
  - Egesina fuchsi
  - Egesina fusca
  - Egesina generosa
  - Egesina gracilicornis
  - Egesina gressitti
  - Egesina javanica
  - Egesina lacertosa
  - Egesina lanigera
  - Egesina laosiana
  - Egesina malaccensis
  - Egesina mentaweiensis
  - Egesina nomurai
  - Egesina ornata
  - Egesina partealboantennata
  - Egesina picina
  - Egesina postvittata
  - Egesina rigida
  - Egesina setosa
  - Egesina siamensis
  - Egesina umbrina
  - Egesina varia
- Podrodzaj: Niijimaia Matsushita, 1933
  - Egesina albomarmorata
  - Egesina bifasciana
  - Egesina flavoapicalis
  - Egesina flavopicta
  - Egesina formosana
  - Egesina fujiwarai
  - Egesina fuscolaterimaculata
  - Egesina gilmouri
  - Egesina grossepunctata
  - Egesina indica
  - Egesina modiglianii
  - Egesina ochraceovittata
  - Egesina picea
  - Egesina picta
  - Egesina pseudocallosa
  - Egesina rondoni
  - Egesina sericans
  - Egesina shibatai
  - Egesina sikkimensis